# PELV

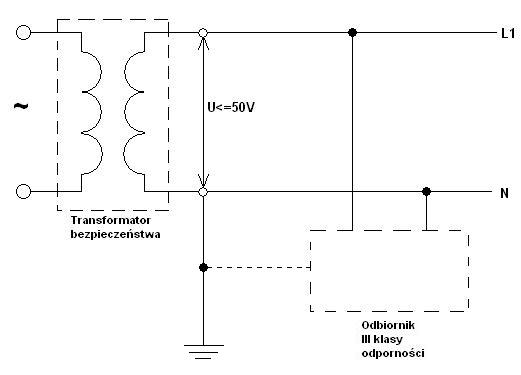
Obwód PELV prądu przemiennego

PELV (ang. Protected Extra-Low Voltage) – obwód o napięciu znamionowym bardzo niskim, z uziemieniem roboczym, zasilany ze źródła bezpiecznego zapewniający niezawodne oddzielenie elektryczne od innych obwodów. Najbardziej istotna różnica między obwodami PELV i SELV polega na tym, że części czynne obwodu PELV, tj. jeden przewód roboczy lub jeden biegun obwodu powinny być uziemione. Również części przewodzące dostępne urządzeń i obwodów PELV powinny być uziemione.